# Хохзёльден

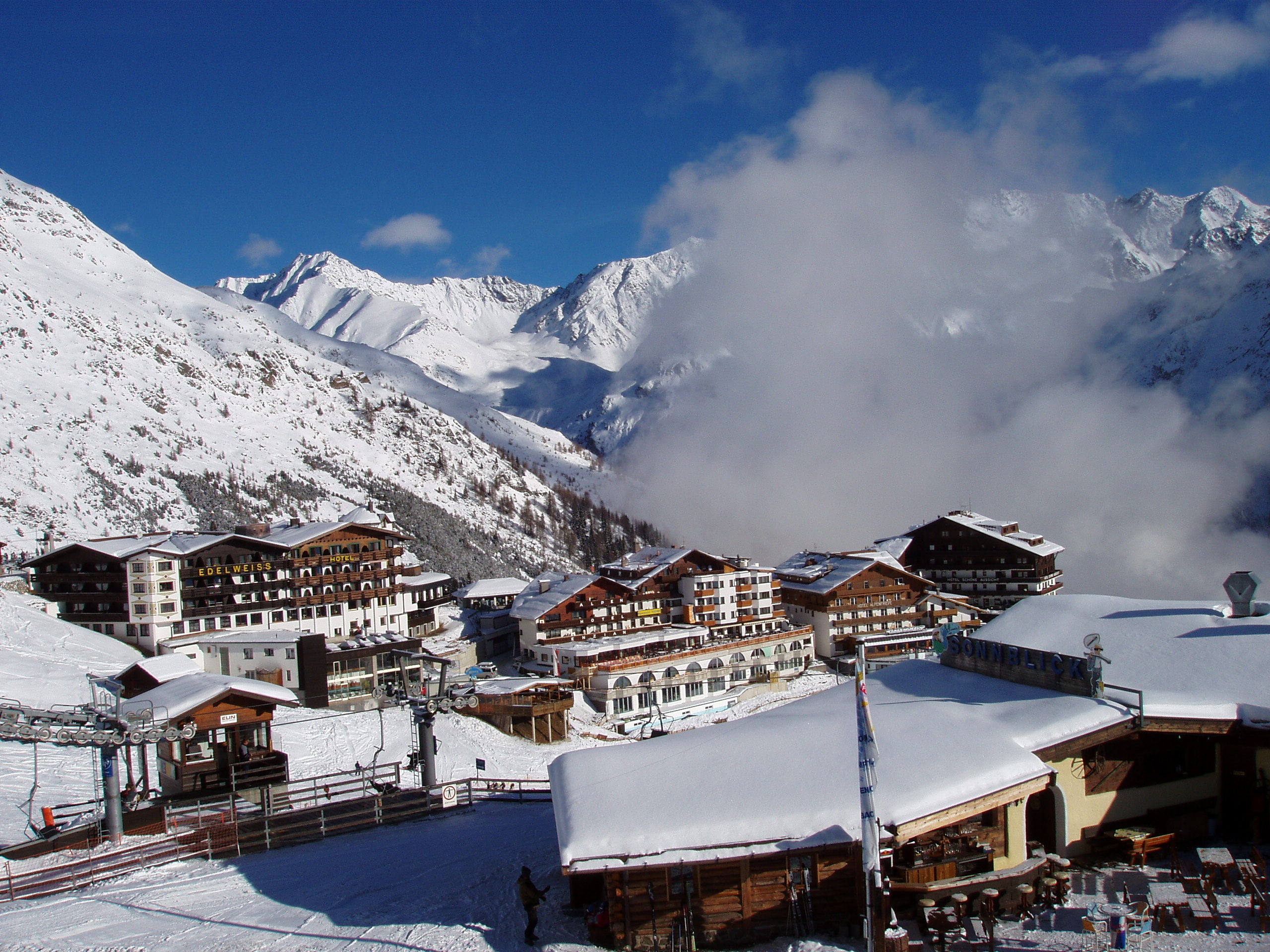
Курорт Хохзельден

Хохзёльден (нем. Hochsoelden, дословно — «Верхний Зёльден») — горнолыжный курорт в Тироле, Австрия.
Курорт расположен в долине Эцталь на высоте 2090 м. Является одним из лидеров горнолыжного туризма в регионе и вместе с Зёльденом принимает до 18 % всех туристов земли Тироль. Большинство отелей здесь расположены практически на горнолыжных трассах. Основные трассы ведут на ледники Реттенбах, Тифенбах и Гайс-лахголь. К ним ведёт самая высокая в Европе «панорамная» дорога (2800 м).